# 중국계 베네수엘라인
중국계 베네수엘라인(스페인어: Chino-venezolanos; 중국어: 委内瑞拉华人)은 베네수엘라에서 태어났거나 베네수엘라로 이주한 중국계 혈통의 사람들이다. 이 나라에는 거의 400,000명의 중국인들이 살고 있다. 그들의 거의 모든 사업은 요리 분야와 관련이 있다.

## 인구 통계

### 인구
중국 출생 인구 비율이 가장 높은 주는 수도권과 동부 지역인 경향이 있다. 중국에서 태어난 사람들의 인구가 가장 많은 주들 또한 중북부 지역에 위치해 있다.